# Saint Jean à Patmos
Pour l’article homonyme, voir Saint Jean l'Évangéliste à Patmos pour le tableau de Jérôme Bosch.
Le Saint Jean à Patmos ((es) San Juan en Patmos) est une huile de Diego Vélasquez, appartenant à sa première période et peinte à Séville vers 1618. Elle est exposée à la National Gallery de Londres en compagnie de l'Immaculée Conception, autre œuvre faisant partie d'un ensemble de même inspiration.

## Histoire du tableau
En 1800, Ceán Bermúdez mentionne ce tableau avec l'Immaculée Conceptio, de dimensions identiques, dans la salle capitulaire du couvent du Carmen Calzado de Séville, pour lequel il a probablement été peint. Les deux tableaux ont été vendus en 1809, par l'intermédiaire du chanoine López Cepero, à l'ambassadeur de Grande Bretagne, Barthélémy Frere. En 1956, il a été acquis par le musée où il était déposé sous forme de prêt depuis 1946. La critique est, depuis Ceán, unanime à reconnaître son authenticité.

## Description du tableau
Vélasquez représente Jean l'Évangéliste sur l'île de Patmos où il a eu d'admirables révélations et où il a écrit l'Apocalypse. Il apparaît assis, avec posé sur les genoux, le livre dans lequel il écrit le contenu de la révélation. À ses pieds, deux autres livres posés l'un sur l'autre évoquent probablement l'évangile de Jean et les trois épitres dont il est l'auteur. En haut et à gauche apparaît le contenu de la vision qu'a eue le saint, tirée de l'Apocalypse (12, 1-4) et interprétée comme l'Immaculée Conception, dont la définition dogmatique controversée avait à Séville d'ardents défenseurs: « Un grand signe parut dans le ciel : une femme enveloppée du soleil, la lune sous ses pieds, et une couronne de douze étoiles sur sa tête. (...) Un autre signe parut encore dans le ciel ; et voici, c’était un grand dragon rouge, ayant sept têtes et dix cornes, et sur ses têtes sept diadèmes. (...) Le dragon se tint devant la femme qui allait enfanter, afin de dévorer son enfant, lorsqu’elle aurait enfanté. ». Dans la conception, Vélasquez suit des modèles iconographiques connus: une gravure de Jan Sadeler, à partir d'un tableau de Martin de Vos pour le schéma général et la figure du dragon, et une autre de Juan de Jáuregui publiée dans le livre de Luis del Alcázar Vestigatio arcani sensu Apocalypsi (Anvers, 1614), pour l'image de la Vierge. Également pour la figure de Saint Jean, on a repéré les influences, bien que plus cachées et interprétées de manière naturaliste, de la gravure de Durero sur le même thème. Pacheco reproche à Durero d'avoir peint Saint Jean jeune, comme le fait aussi Vélasquez, alors qu'au moment d'écrire l'Apocalypse, il était un vieillard de quatre-vingt ans. En le dessinant ainsi, sans doute, Vélasquez a pu transposer sur la toile un des conseils iconographiques de son maître, qui recommandait de le peindre « jeune homme, à cause de sa virginité et pour proposer à chacun un modèle de pureté, attaché à consacrer au Christ la fleur de sa jeunesse ».
La tête du saint a été peinte d'après nature, et il s'agit probablement du même modèle que celui qui a été utilisé pour l'étude d'une tête de profil du Musée de l'Ermitage. La lumière est celle qui est utilisée dans les écoles naturalistes. Issue d'un point situé hors du cadre, elle se reflète intensément sur les habits blancs et détache par des ombres intenses les traits durs du jeune apôtre. L'effet de volume créé de cette manière, et l'intérêt apporté dans le traitement des textures des matériaux, comme l'a signalé Fernando Marías, éloigne Vélasquez de son maître déjà dans ces œuvres de jeunesse.
Dans la semi-pénombre, à la droite du Saint, se tient l'aigle, symbole de l'évangéliste. Sa présence se laisse à peine deviner grâce à une des serres sortant de l'ombre, ainsi qu'à quelques touches blanches qui reflètent la lumière sur la tête et le bec. Le plumage reste confondu avec le fond terreux du paysage. À la droite du tronc de l'arbre, la claire-voie est brouillée par quelques touches fortuites, comme a l'habitude de le faire Velázquez, touches destinées à nettoyer le pinceau. L'étude très poussée de la lumière sur le personnage de Saint Jean, et l'aspect rude de sa figure, font ressortir encore plus le caractère surnaturel de la vision, enveloppée dans une aura de lumière diffuse. La taille réduite de la vision, différente de celle que l'on trouve dans les gravures qui ont servi de modèle, s'explique par la position de l'œuvre à côte du tableau de l'Immaculée Conception. Dans ce dernier tableau, la vision de la femme de l'apocalypse vient se personnifier dans la Vierge, mère de Dieu, conçue sans péchés. Le rapprochement des deux tableaux souligne ainsi l'origine conforme aux textes de cette iconographie mariale, soulignant la matérialisation d'une vision, connue par les mots écrits par Saint Jean.

## Sources
- (es) Cet article est partiellement ou en totalité issu de l’article de Wikipédia en espagnol intitulé « San Juan en Patmos (Velázquez) » (voir la liste des auteurs).